# رینولد جانسون

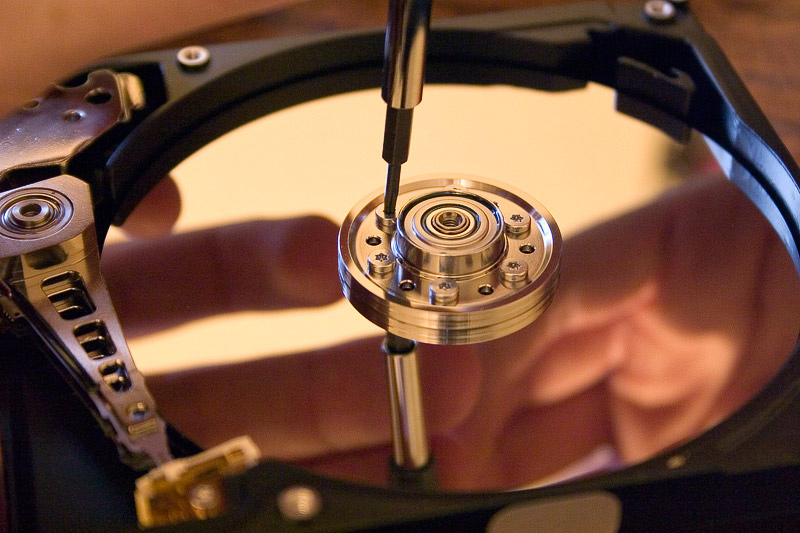
عکس از هارد دیسک

رینولد جانسون (انگلیسی: Reynold B. Johnson؛ ۱۶ ژوئیهٔ ۱۹۰۶ – ۱۵ سپتامبر ۱۹۹۸) یک مخترع و دانشمند علوم رایانه اهل ایالات متحده آمریکا بود. او در سال ۱۹۵۶ میلادی رهبری یک گرده آی‌بی‌ام را به عهده گرفت که تلاش‌هایشان نهایتاً منجر به اختراع درایو دیسک سخت گردید.
وی همچنین برنده جوایزی همچون مدال ملی فناوری و نوآوری شده است.